# 1992年夏季奥林匹克运动会立陶宛代表团
1992年夏季奥林匹克運動會立陶宛代表團是立陶宛所派出的1992年夏季奧運代表團。這是該國在蘇聯解體後首次參與夏季奧運。立陶宛與愛沙尼亞和拉脫維亞是三個以獨立代表團參賽的前蘇聯加盟共和國，而不是以聯合隊名義參賽。本次比賽共有47名選手參賽，其中男選手36人，女選手11人，參加11個大項共31個比賽項目。